# Памятник Тадеушу Костюшко (Вашингтон)
«Бригадный генерал Тадеуш Костюшко» (англ. Brigadier General Thaddeus Kosciuszko) — исторический монумент 1910 года работы польского скульптора Антона Попеля, посвящённый Тадеушу Костюшко и расположенный на Лафайет-сквер в центре Вашингтона — столицы США.

## Костюшко и Америка

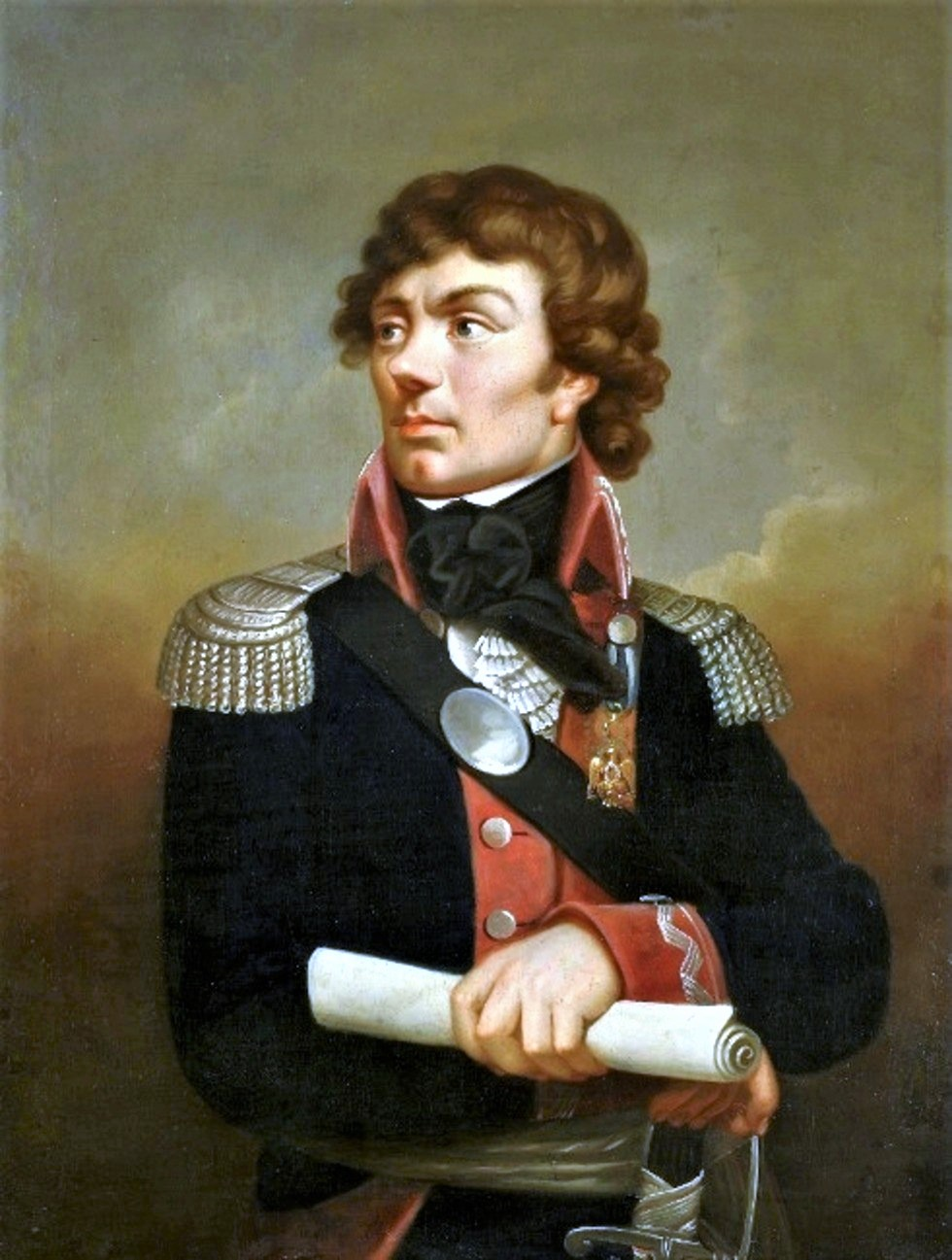
Портрет Костюшко со знаком Общества Цинцинната работы Карла Готлиба Швайкарта, 1802 год

Анджей Тадеуш Бонавентура Костюшко (1746—1817) провел всю свою жизнь в борьбе за свободу и в США, и в своей родной Польше. После обучения инженерному и артиллерийскому делу во Франции, он был приглашён в Америку по рекомендации Бенджамина Франклина к генералу Джорджу Вашингтону для участия в революции. В 1776 году Костюшко был назначен полковником Континентальной армии, после чего, используя свои навыки в инженерном мастерстве, помог американским силам построить укрепления у Саратоги и Вест-Пойнта, а также вдоль реки Делавэр. В 1781 году он отвечал за транспортное обеспечение стратегического отступления генерал-майора Натаниэля Грина. В 1783 году Конгресс США возвёл Костюшко в звание бригадного генерала, даровал ему американское гражданство и подарил землю в штате Огайо. Твердо веря в равенство, впоследствии он распорядился продать это имущество, и вырученные деньги были использованы на покупку свободы для рабов-афроамериканцев и создания школы для них в Ньюарке, штат Нью-Джерси. После войны за освобождение Костюшко стал членом Общества Цинцинната и членом Американского философского общества. В 1784 году он вернулся на родину, но жил практически в полной нищете, отпустив на волю своих крепостных, однако через некоторое время вернулся на военную службу и в 1789 году стал генерал-майором польской армии. В 1794 году Костюшко получил практически диктаторские полномочия, возглавив восстание за освобождение Речи Посполитой  от России и одержав первую победу в сражении под Рацлавицами. В 1794 году его войска потерпели поражение в битве под Мацеёвицами, Костюшко был взят в плен и провёл некоторое время в заключении в Петропавловской крепости, но был освобождён Павлом I после смерти Екатерины II. В 1797 году он приехал в Америку, где вёл активную общественную жизнь и подружился с Томасом Джефферсоном, но в 1798 году тайно уехал во Францию, попытавшись добиться освобождения своей родины с помощью Наполеона. Костюшко продолжал бороться за свободу до своей смерти в 1817 году от последствий падения с лошади в Швейцарии.

## История
Проект памятника Костюшко был утверждён актом Конгресса США от 8 апреля 1904 года по инициативе Польского национального альянса и польских граждан США, собравших 76 тысяч долларов и поручивших работы по его созданию польскому скульптору Антону Попелю. Статуя Костюшко была отлита в 1908 году, а дополнительные скульптуры — в период с 1908 по 1909 год на производстве Жюля Берхема «American Art Foundry», в то время как подрядчиком по возведения всего памятника был М. Дж. Фалви из «Kyle Granite Company». Монумент был открыт 11 мая 1910 года президентом США Уильямом Говардом Тафтом. Участники церемонии взяли на себя обязательство о том, что такой памятник Костюшко будет установлен в Варшаве после обретения Польшей независимости, что и было сделано в 2010 году.
14 июля 1978 года памятник был включён в Национальный реестр исторических мест под номером 78000256 как часть статуария Американской революции. В 1987 году были проведены процедуры по очистке монумента, а в 1988 году был проведен первый ежегодный осмотр с последующим обслуживанием. В 1993 году памятник был описан «Save Outdoor Sculpture!».

## Расположение
Лафайет-сквер был создан в 1821 году как часть Президентского парка и в 1824 году назван в честь первого иностранного гостя президента США — маркиза Лафайета — французского участника войны за независимость США. Занимая площадь в семь акров, Лафайет-сквер располагается в одноимённом историческом районе к северу от Белого дома на Х-стрит между 15-й и 17-ми улицами в Вашингтоне.
Памятник Костюшко находится на северо-восточном углу Лафайет-сквер, при том что в трёх остальных углах площади стоят монументы французскому генерал-майору Жильберу де Лафайету (1891 год, юго-восток), французскому генерал-майору Жану де Рошамбо (1902 год, юго-запад), прусскому генерал-майору Фридриху Вильгельму фон Штойбену (1910 год, северо-запад), а в центре — конная статуя президента Эндрю Джексона (1852 год).

## Архитектура

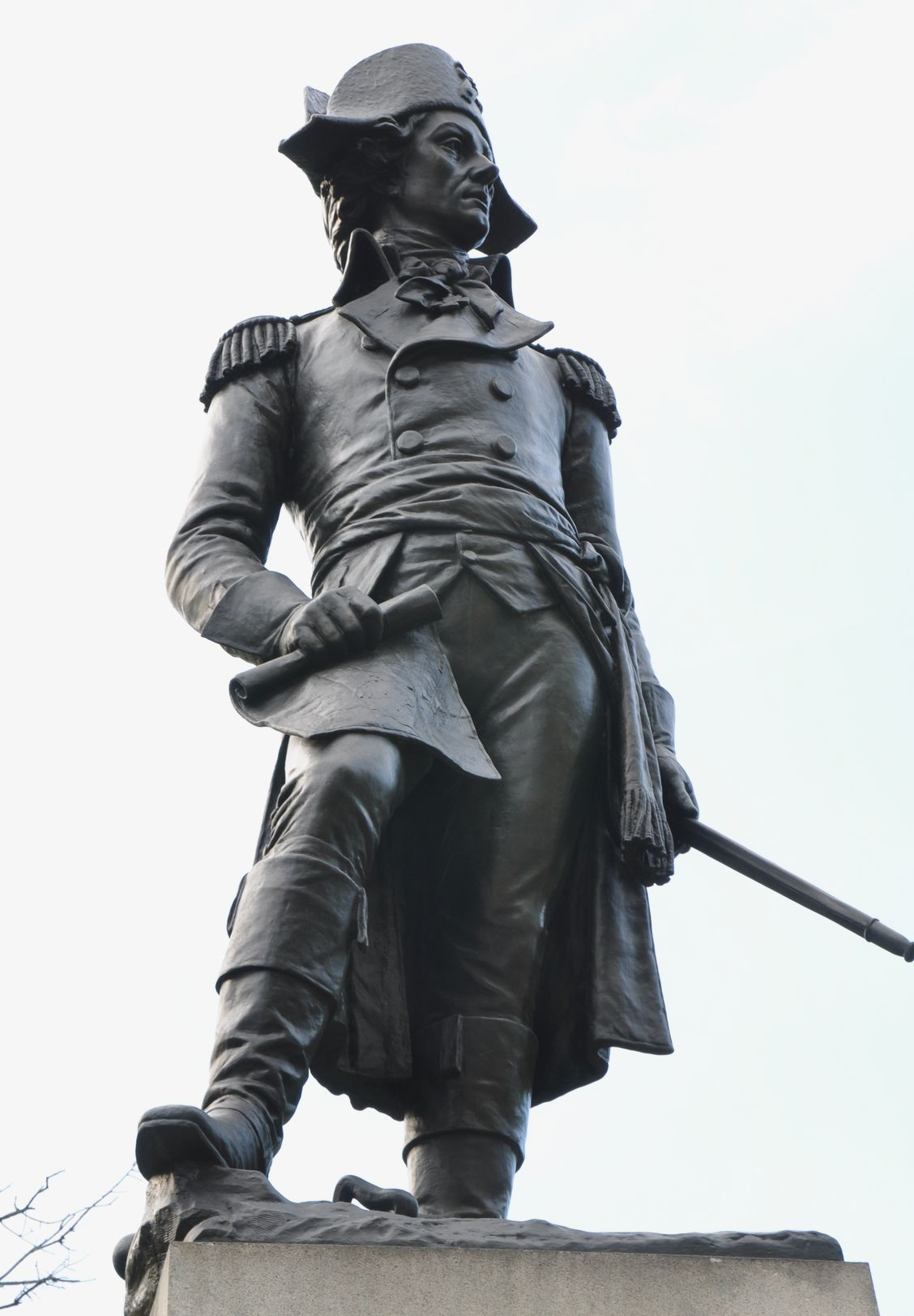
Статуя Костюшко

Бронзовая статуя изображает генерала Костюшко в военной форме Континентальной армии, состоящей из длинного пальто с эполетами и поясом на талии, в высоких сапогах и шляпе. Сделав шаг вперёд правой ногой и положив на неё карту укреплений Саратоги в правой руке, он держит в левой руке шпагу. Скульптура стоит на вершине квадратного многоуровневого постамента из вермонтского гранита, обращённого лицом на юг и украшенного со всех сторон бронзовыми статуями. Размеры скульптуры составляют 10 на 4 фута, а диаметр — 4 фута. Размеры постамента составляют 15 на 20 футов при диаметре в 20 футов. На северной стороне на вершине земного шара сидит орёл с распростёртыми крыльями, защищающий с флаг, щит и меч, указывающий на Америку. На южной стороне орёл отчаянно борется со змеёй на вершине земного шара, показывающего Польшу. На восточной стороне расположены две фигуры, изображающие солдат Костюшко, одетых в американскую военную форму. Один из них держит в левой руке флаг, а рядом с его правой ногой лежит барабан. Правой рукой он развязывает веревку вокруг талии связанного американского солдата, символизирующего армию США. На западной стороне расположены две фигуры, изображающие солдат Костюшко, одетых в польской военной форме. Один из них, лежа на земле, указывает вдаль своей правой рукой, желая вернуться на поле боя при поддержке польского солдата, одетого в крестьянскую одежду и символизирующего армию Польши.

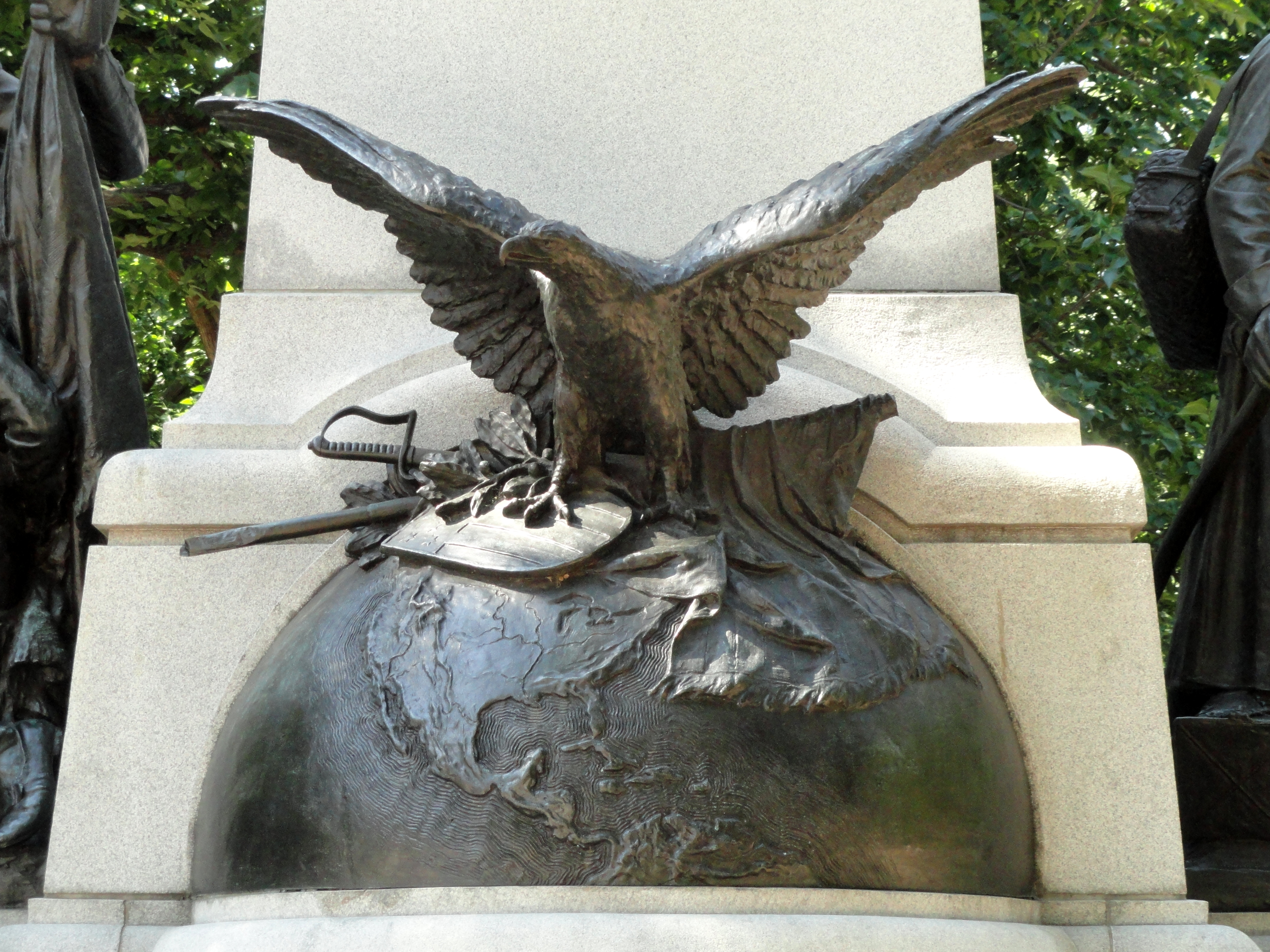
Вид спереди
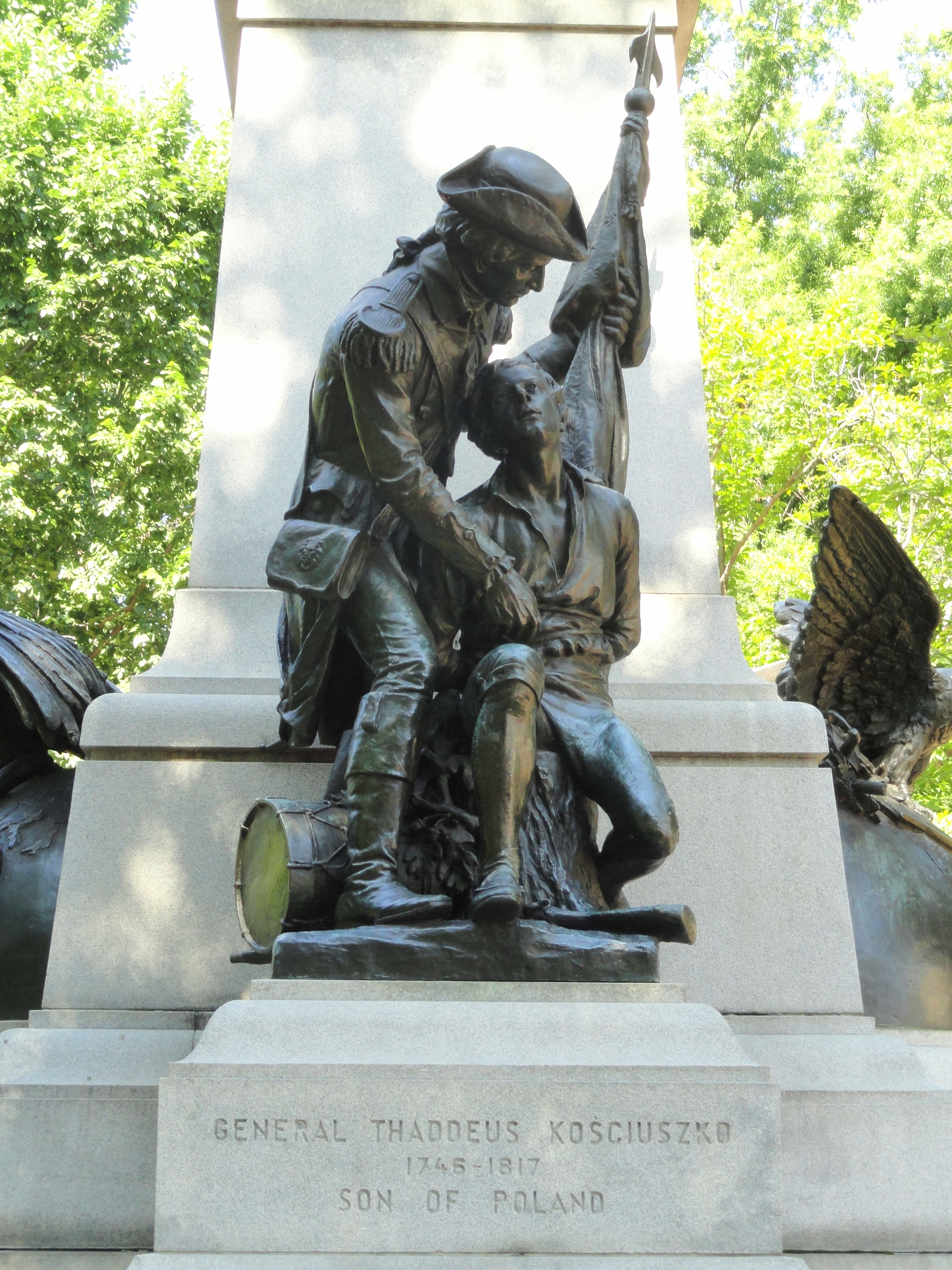
Вид слева
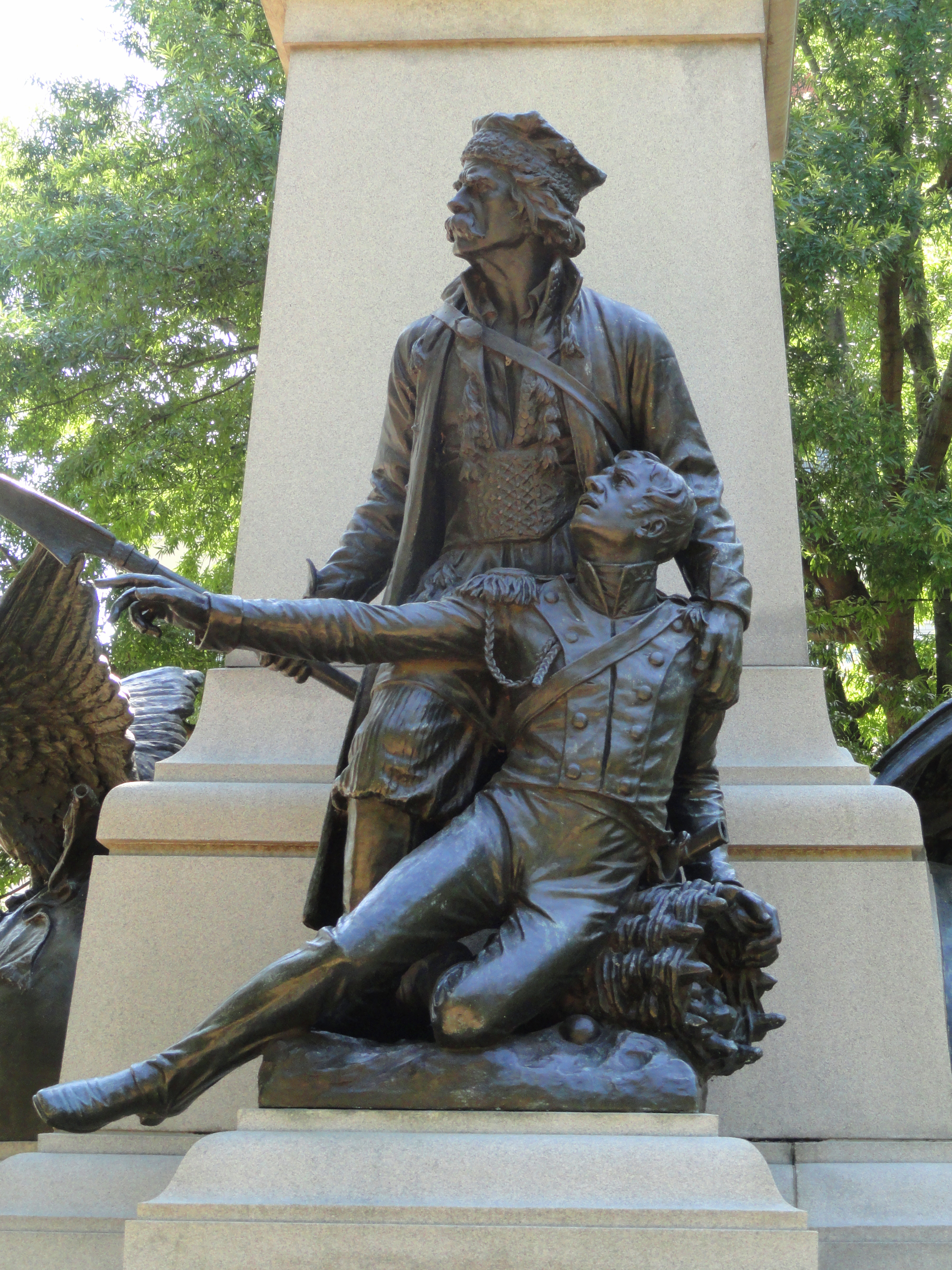
Вид справа
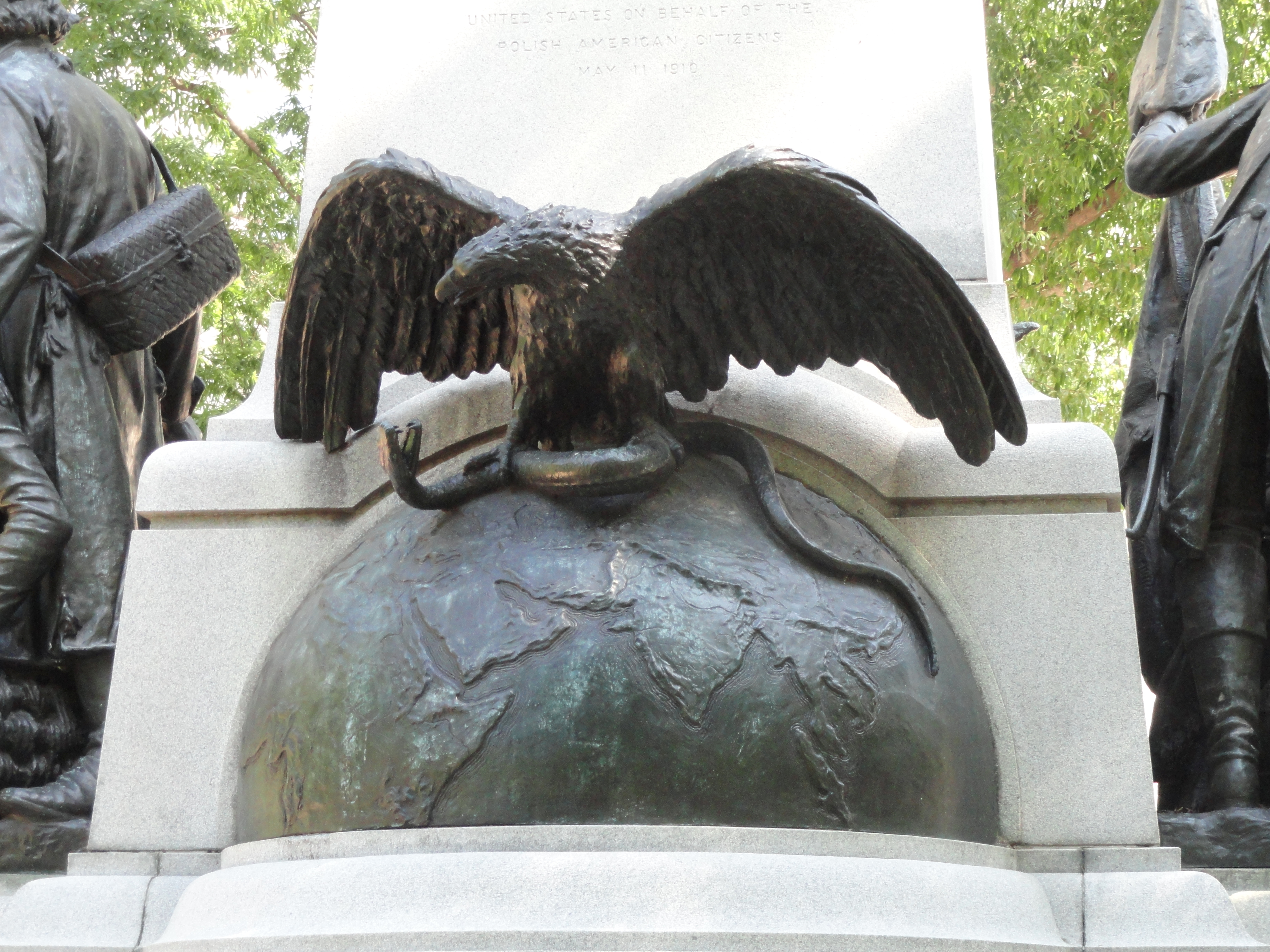
Вид сзади

Надписи на постаменте памятника:
- С северной стороны —

КОСТЮШКО

САРАТОГА
Оригинальный текст (англ.)KOSKIUSZKO

SARATOGA

- С восточной стороны —

ГЕНЕРАЛ ТАДЕУШ КОСТЮШКО
1746-1817
СЫН ПОЛЬШИ
Оригинальный текст (англ.)GENERAL THADDEUS KOSKIUSZKO
1746-1817
SON OF POLAND

- С южной стороны —

«И СВОБОДА ВСКРИКНУЛА
КОСТЮШКО ПАЛ»
ВОЗВЁЛ
ПОЛЬСКИЙ НАЦИОНАЛЬНЫЙ АЛЬЯНС АМЕРИКИ И ПРЕДСТАВЛЕН
США ОТ ИМЕНИ
ПОЛЬСКИХ АМЕРИКАНСКИХ ГРАЖДАН
11 МАЯ, 1910.

«РАЦЛАВИЦЕ»
Оригинальный текст (англ.)"AND FREEDOM SHRIEKED
AS KOSKIUSZKO FELL"
ERECTED BY THE
POLISH NATIONAL ALLIANCE OF AMERICA AND PRESENTED TO THE
UNITED STATES ON BEHALF OF THE
POLISH AMERICAN CITIZENS
MAY 11, 1910.

"RACLIWCE"

- С западной стороны —

ВОЕННЫЙ ИНЖЕНЕР
АМЕРИКАНСКОЙ РЕВОЛЮЦИИ
УКРЕПИВШИЙ САРАТОГУ И ВЕСТ-ПОЙНТ
Оригинальный текст (англ.)MILITARY ENGINEER
IN THE AMERICAN REVOLUTION
FORTIFIED SARATOGA AND WEST POINT

Фраза «И Свобода вскрикнула — Костюшко пал!» взята из риторической и дидактической поэмы «Радости надежды» шотландского поэта Томаса Кэмпбелла (1777—1844), находившегося под влиянием французской революции, раздела Польши и рабства негров.

## Второй памятник Костюшко
Участники церемонии открытия вашингтонского памятника в 1910 году взяли на себя обязательство о том, что такой же памятник Костюшко будет установлен в Варшаве после обретения Польшей независимости, что и было сделано через сто лет — в 2010 году.